# Kapai
Kapai ist eine philippinische Stadtgemeinde in der Provinz Lanao del Sur. Sie hat 18.894 Einwohner (Zensus 1. August 2015).

## Baranggays
Kapai ist politisch in 20 Baranggays unterteilt.
| - Cormatan - Dimagaling (Dimagalin Proper) - Dimunda - Doronan - Poblacion (Kapai Proper) - Malna Proper - Pagalongan - Parao - Kasayanan - Kasayanan West | - Dilabayan - Dilimbayan - Kibolos - Kining - Pindolonan - Babayog - Gadongan - Lidasan - Macadar - Pantaon |